# Manchester Aréna
A Manchester Aréna (angolul Manchester Arena) fedett stadion Manchesterben, Angliában. A város központjában épült, Hunts Bank városrészben, jórészt a százhetven éves Victoria állomás fölé, a manchesteri katedrális szomszédságában.
Az 1995-ben megnyitott, 21 ezer fő befogadóképességű épület a legnagyobb zárt terű aréna az Egyesült Királyságban, és a második legnagyobb az Európai Unióban. A világ egyik legforgalmasabb arénája, ahol zenei és sportrendezvényeket, például boksz és úszóeseményeket is rendeznek. Az aréna fontos szerepet töltött be Manchester pályázataiban az 1996-os és a 2000-es olimpiai játékok megrendezésére. A város egyik alkalommal sem nyerte el az olimpia megrendezésének jogát, de az aréna jó szolgálatot tett a 2002-es nemzetközösségi játékokon, amelyeket Manchesterben rendeztek.

## Tervei

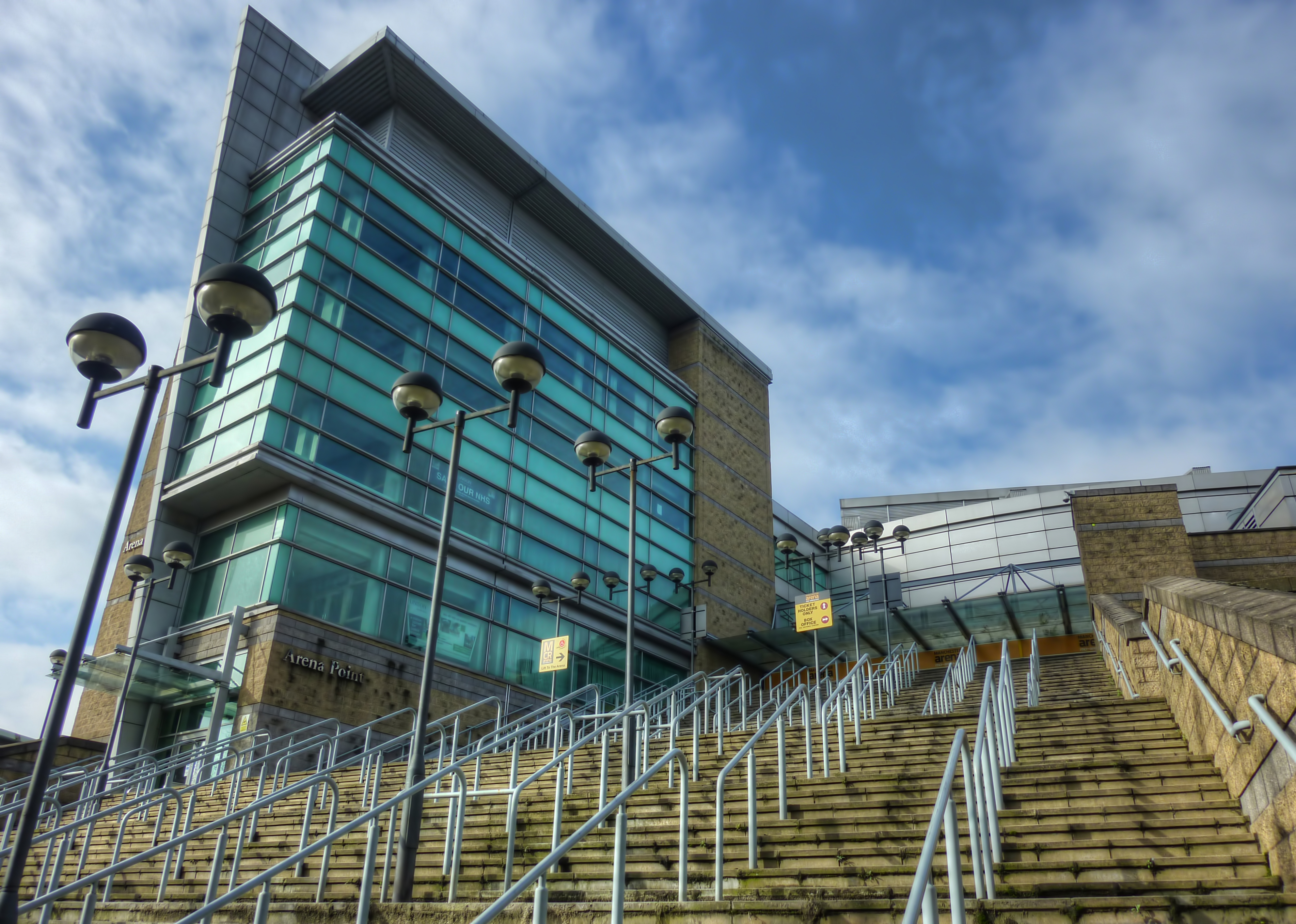
Az aréna kívülről

Az építményt a DLA Ellerbe Beckett, az Ove Arup & Partners és az Austin-Smith:Lord tervezte. Az állomás fölé épült, olyan helyre, melyre vonatkozik a Victoria légi joga, és úgy, hogy nem akadályozza a vasútállomás működését. Az eredeti tervekben egy üveg torony is szerepelt, amely azonban nem épült meg. Eredetileg volt benne egy héttermes multiplex mozi is, de ez csak 1996 és 2000 között működött (ma call center). Többszintes parkoló tartozik hozzá.
Egy százöt métert átívelő vázszerkezet tartja a tetőt. A hangszigetelést vasbeton elemek segítik. Az épület felső része bíbor színű, zöld ablakokkal. The arena was opened on 15 July 1995. Európában az egyik első 360 fokos nézőtérrel épült fedett arénája. Az Egyesült Királyságban ez az egyetlen ilyen aréna. (Bár a londoni The O2 szintén rendelkezik 360 fokos nézőtérrel, de csak az alsó szintje.) Ugyanezt a koncepciót használva épült a Lanxess Arena Kölnben, a Zágráb Aréna, a Spaladium Aréna Splitben, a Kombank Aréna Belgrádban, az O2 Aréna Prágában és a Barclaycard Aréna Hamburgban.

## Háttér

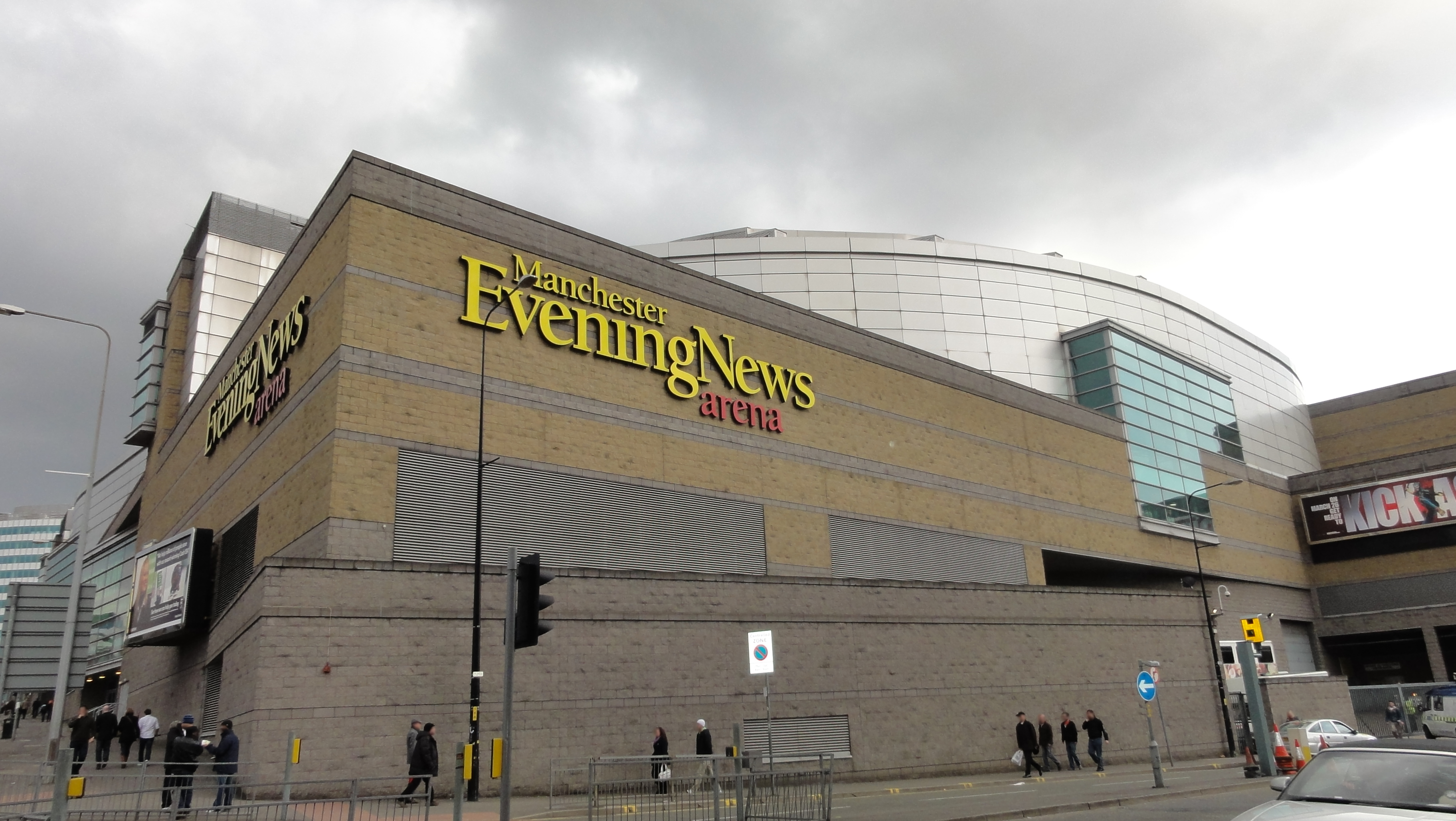
Az aréna, a Manchester Evening News szponzorsága idején.

Az aréna építése a város sikertelen pályázatának a része volt a 2000-es nyári olimpiai játékok megrendezésére. Az aréne építése 52 millió fontba került, amiből 35,5 millió font volt a kormánytámogatás és 2,5 millió font jött az Európai Regionális Fejlesztési alapból. Bár amerikai típusú sportarénának építették, sikeresebben használták nagy zenei események helyszíneként.

### Névváltozásai
Az aréna 1995 júliusában nyitotta meg kapuit, NYNEX Aréna néven, mivel szponzora a NYNEX CableComms volt. 1998 júliusában a Manchester Evening News Aréna nevet kapta. 2011 decemberében a Manchester Evening News napilap felmondta az aréna szponzorálását. A stadion 2012 januárjában kapta ma is használt nevét: Manchester Aréna. 2013 júliusában azonban, miután az aréna több millió fontos szponzorszerződést kötött a Phones 4u mobiltelefon társasággal, új neve Phones 4u Aréna lett. A Phones 4u azonban tönkrement, és 2014. január 14-től újra a Manchester Aréna nevet használják.

### Statisztikák
A megnyitás estéjén 15 ezer néző előtt tartottak előadást Jayne Torvill és Christopher Dean jégtáncosok. Jégeseményen ez rekord nézőszám volt. 1997-ben 17425 ember látta a Manchester Storm Sheffield Steelers elleni meccsét, ami jéghokimeccsen rekord Európában. Az aréna a brit kosárlabdasport nézőszám rekordját is tartja: 14 151 ember látta itt a Manchester Giants mérkőzését a London Leopards ellen.
Az aréna koncertjei és családi rendezvényei évente több, mint egymillió látogatót vonzanak. A Pollstartól 2002-ben Az Év Nemzetközi Színhelye címet kapta. (Jelölték a következő években is: 2002, 2003, 2004, 2005, 2006, 2007, 2008 és 2009.) A 2003, 2004, 2005, 2006 és 2007-es években a koncertjegyeladások alapján "A Világ Legforgalmasabb Aréna Színhelye" címet nyerte el, olyan arénák előtt, mint a Madison Square Garden és a Wembley Aréna. 2008-ban a programszervezők "Európa Kedvenc Arénájának" választották (TPi Awards).
2008-ban a világ harmadik legforgalmasabb arénája volt a londoni O2 Aréna és New York-i Madison Square Garden után. 2009-ben az O2 után a második volt, megelőzve az antwerpeni Sportpaleist és a Madison Square Gardent. Ez volt a Manchester Aréna legforgalmasabb éve: 1,5 millió látogatója volt a koncertjeinek és a családi rendezvényeinek.
Az arénában évente több, mint 250 rendezvényt tartanak.
| Színhely                                 | Koncertek/showk jegyeladásai 2016-ban |
| ---------------------------------------- | ------------------------------------- |
| O2 Aréna, London, UK                     | 1,590,093                             |
| Madison Square Garden, NY, USA           | 1,053,675                             |
| AccorHotels Aréna, Párizs, Franciaország | 873,906                               |
| Manchester Aréna, Manchester, UK         | 851,785                               |
| Mexico City Aréna, Mexikóváros, Mexikó   | 833,926                               |
| Lanxess Aréna, Köln, Németország         | 823,211                               |
| Barclays Center, Brooklyn, NY, USA       | 757,141                               |
| The SSE Hydro, Glasgow, UK               | 751,487                               |
| Air Canada Centre, Toronto, CA           | 702,516                               |
| The Forum, Inglewood, USA                | 701,601                               |

## A 2017-es bombatámadás
2017. május 27-én, amikor az arénában épp véget ért az amerikai énekes-dalszerző Ariana Grande Dangerous Woman Tour koncertje, az arénánál öngyilkos bombatámadás történt. A nagy-manchesteri rendőrség adatai szerint 22-en meghaltak és 59-en megsérültek a merényletben.

## Fordítás
- Ez a szócikk részben vagy egészben  a   Manchester Arena című angol Wikipédia-szócikk ezen változatának fordításán alapul.  Az eredeti cikk szerkesztőit annak laptörténete sorolja fel. Ez a jelzés csupán a megfogalmazás eredetét és a szerzői jogokat jelzi, nem szolgál a cikkben szereplő információk forrásmegjelöléseként.

## Külső hivatkozások
- Hivatalos honlap (angolul)